# Université d'Umeå
L'université d'Umeå (en suédois, Umeå universitet) est une université d'État située à Umeå, en Suède. Elle a été fondée en 1965.

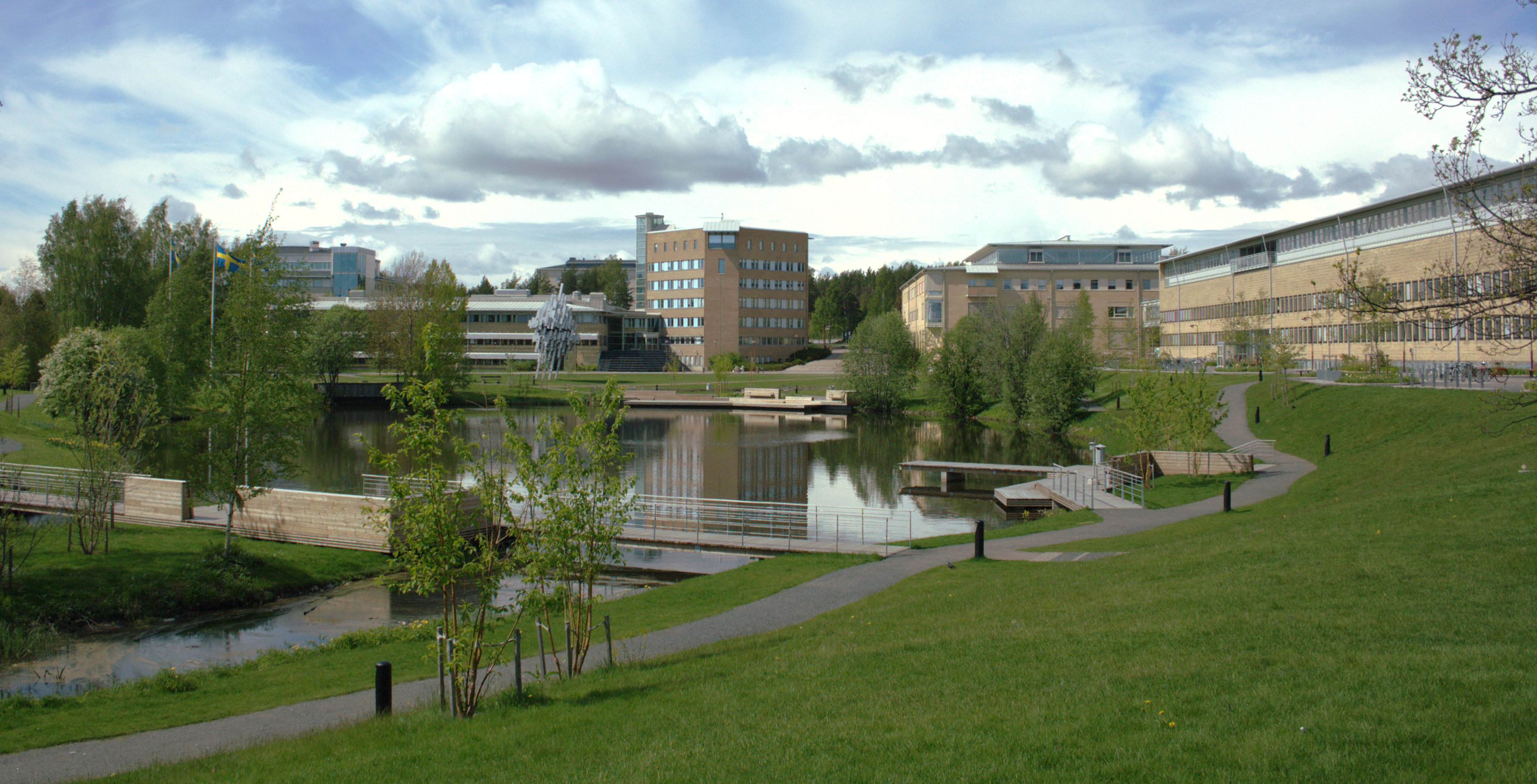
Vue sur l'étang au campus

## Facultés
- Arts
- Éducation
- Langues
- Droit
- Médecine
- Pharmacie
- Science et technologies
- Sciences sociales

## Relations internationales
L'université est membre de l’Université de l'Arctique. UArctic est un réseau international d’universités, d’instituts de recherche et d’organisations ayant pour but de promouvoir, coordonner et soutenir la recherche ainsi que l’éducation en régions arctiques.

## Personnalités liées

### Étudiants
- Isabelle Attard (Archéozoologue et femme politique)
- Nemam Ghafouri (Médecin, organisatrice d'aide humanitaire)
- Elisabeth Isaksson (Glaciologue et géologue)
- Lars Lagerbäck (Entraîneur de football)
- Jan-Erik Lane (Politologue)
- Amanda Lind (Femme politique)
- Hanna Ljungberg (Joueuse de football)
- Stefan Löfven (Premier ministre de Suède)
- Sara Öhrvall (Femme d'affaires)

### Enseignants
- Emmanuelle Charpentier
- Henry Milner
- Åke Sellström